# 苯胺藍
苯胺藍（aniline blue）也稱為水溶藍（water blue）或C.I.42755，是一種在组织学作為染色剂使用的化合物。將細胞組織中的膠原蛋白染色為水藍色，以利於觀察。它可溶于水，微溶於乙醇。
苯胺藍與甲基藍的混合物有着苯胺藍WS、中国蓝、可溶蓝等商品名别称。
它可用作结缔组织的Mallory三色染色劑和肌肉組織的Gömöri三色染色劑，以进行鑑別染色。